# Geografija Francije
Celinska Francija leži v zahodni Evropi ob Atlantskem oceanu (Biskajski zaliv). Na severozahodu jo obliva Rokavski preliv, ki jo ločuje od Velike Britanije, na severovzhodu meji na Belgijo, Luksemburg in Nemčijo, vzhodno od nje leži Švica, jugovzhodno Italija, na jugu (v Sredozemlju) jo omejujeta Ligursko morje in Levji zaliv, na kopnem pa meji na Španijo in Andoro ter Monako. K celinski Franciji se prišteva tudi otok Korzika, ki leži v Sredozemskem morju ter manjši obalni otoki, kot so npr. Lerinski otoki. Njena groba oblika šestkotnika ji je posodila priljubljen vzdevek l'hexagone.
Francija pa ima tudi ozemlje v Južni Ameriki, v Karibih in Indijskem oceanu, kot tudi številne teritorije z različnimi statusi.

## Površina
- Skupna površina: 673,801 km2

  - (Celotna površina Francoske Republike, vključno vsi prekomorski departmaji in teritoriji, ne pa francoski teritorij Terre Adélie in Antarktika)
- Metropolitanska Francija: 551,695 km2

  - (Metropolitan - samo evropska Francija, podatki Francoskega geografskega instituta)
- Metropolitanska Francija: 543,965 km2

  - (Metropolitan - samo evropska Francija, podatki French Land Register, ki izvzema jezera, ribnike, ledenike večje kot 1 km2
 in estuarije)

## Meja
Kopenske meje:

skupaj: 2,889 km;

meja z državami:
Andora 56.6 km, Belgija 620 km, Italija 488 km, Luksemburg 73 km, Monako 4.4 km, Nemčija 451 km, Španija 623 km, Švica 573 km;
obala: 3,427 km;
morske zahteve:

bližnji pas: 44 km;

celinski pas: globina 200 m ali do globine izkoriščanja;

izključni ekonomski pas: 370 km, se ne nanaša na Sredozemlje;

teritorialno morje: 22 km;

## Notranja razdelitev
Glavni članek: Administrativna razdelitev Francije
Od 1. januarja 2016 ima Francija 18 upravnih regij, od tega trinajst v celinski - evropski Franciji, vključno s Korziko in pet čezmorskih regij Gvadelup, Gvajana, Martinik, Réunion in Mayotte.

### Seznam regij s podatki
| Karta                         | koda ISO                    | Koda INSEE                  | Ime                            | regionalno središče                                    | Departmaji | Območje (km²) | Št. prebivalcev 2016 | Gostota (preb./km²) | št. prebivalcev 2019 (ocena) | št. občin (januar 2019) | Predsednik                                           |
| ----------------------------- | --------------------------- | --------------------------- | ------------------------------ | ------------------------------------------------------ | --- | ------------- | -------------------- | ------------------- | ---------------------------- | ----------------------- | ---------------------------------------------------- |
| Metropolitanske regije (13)   | Metropolitanske regije (13) | Metropolitanske regije (13) | Metropolitanske regije (13)    | Metropolitanske regije (13)                            | Metropolitanske regije (13) | 543.941       | 64.639.133           | 119                 | 64.812.052                   | 34.841                  |                                                      |
| Auvergne - Rona - Alpe        | FR-ARA                      | 84                          | Auvergne - Rona - Alpe         | Lyon                                                   | 12 (+ Metropolitanski Lyon) (Ain, Allier, Ardèche, Cantal, Drôme, Isère, Loire, Haute-Loire, Puy-de-Dôme, Rhône, Savoie et Haute-Savoie)                | 69.711        | 7.948.287            | 114                 | 8.026.685                    | 4.030                   | Laurent Wauquiez (Les Républicains - LR)             |
| Burgundija - Franche-Comté    | FR-BFC                      | 27                          | Burgundija - Franche-Comté     | Dijon (prefektura) Besançon (sedež regionalnega sveta) | 8 (Côte-d'Or, Doubs, Jura, Nièvre, Haute-Saône, Saône-et-Loire, Yonne et Territoire de Belfort)                                                         | 47.784        | 2.811.423            | 58                  | 2.795.301                    | 3.704                   | Marie-Guite Dufay (Parti socialiste - PS)            |
| Bretanja                      | FR-BRE                      | 53                          | Bretanja                       | Rennes                                                 | 4 (Côtes-d'Armor, Finistère, Ille-et-Vilaine et Morbihan)                                                                                               | 27.208        | 3.318.904            | 122                 | 3.329.395                    | 1.208                   | Loïg Chesnais-Girard (Parti socialiste - PS)         |
| Centre - Val de Loire         | FR-CVL                      | 24                          | Centre - Val de Loire          | Orléans                                                | 6 (Cher, Eure-et-Loir, Indre, Indre-et-Loire, Loir-et-Cher et Loiret)                                                                                   | 39.151        | 2.576.252            | 66                  | 2.566.759                    | 1.758                   | François Bonneau (Parti socialiste - PS)             |
| Korzika                       | FR-COR                      | 94                          | Korzika                        | Ajaccio                                                | 2 (Corse-du-Sud et Haute-Corse) | 8.680         | 334.938              | 38                  | 339.178                      | 360                     |                                                      |
| Grand Est                     | FR-GES                      | 44                          | Grand Est                      | Strasbourg ·                                           | 10 (Ardennes, Aube, Marne, Haute-Marne, Meurthe-et-Moselle, Meuse, Moselle, Bas-Rhin, Haut-Rhin et Vosges)                                              | 57.441        | 5.549.586            | 97                  | 5.518.188                    | 5.121                   | Jean Rottner (Les Républicains - LR)                 |
| Hauts-de-France               | FR-HDF                      | 32                          | Hauts-de-France                | Lille                                                  | 5 (Aisne, Nord, Oise, Pas-de-Calais et Somme) | 31.806        | 6.003.815            | 189                 | 5.978.266                    | 3.789                   | Xavier Bertrand (Divers droite - DVD)                |
| Île-de-France                 | FR-IDF                      | 11                          | Île-de-France                  | Pariz                                                  | 8 (Paris, Seine-et-Marne, Yvelines, Essonne, Hauts-de-Seine, Seine-Saint-Denis, Val-de-Marne et Val-d'Oise)                                             | 12.011        | 12.174.880           | 1013                | 12.213.364                   | 1.268                   | Valérie Pécresse (Soyons libres - SL)                |
| Normandija                    | FR-NOR                      | 28                          | Normandija                     | Rouen (prefektura) Caen (sedež regionalnega sveta)     | 5 (Calvados, Eure, Manche, Orne et Seine-Maritime) | 29.907        | 3.330.478            | 111                 | 3.319.067                    | 2.651                   | Hervé Morin (Les Centristes - LC)                    |
| Nova Akvitanija               | FR-NAQ                      | 75                          | Nova Akvitanija                | Bordeaux                                               | 12 (Charente, Charente-Maritime, Corrèze, Creuse, Dordogne, Gironde, Landes, Lot-et-Garonne, Pyrénées-Atlantiques, Deux-Sèvres, Vienne et Haute-Vienne) | 84.036        | 5.956.978            | 71                  | 5.987.014                    | 4.314                   | Alain Rousset (Parti socialiste - PS)                |
| Okcitanija                    | FR-OCC                      | 76                          | Okcitanija                     | Toulouse                                               | 13 (Ariège, Aude, Aveyron, Gard, Haute-Garonne, Gers, Hérault, Lot, Lozère, Hautes-Pyrénées, Pyrénées-Orientales, Tarn et Tarn-et-Garonne)              | 72.724        | 5.845.102            | 80                  | 5.892.817                    | 4.454                   | Carole Delga (Parti socialiste - PS)                 |
| Loire                         | FR-PDL                      | 52                          | Loire (Pays de la Loire)       | Nantes                                                 | 5 (Loire-Atlantique, Maine-et-Loire, Mayenne, Sarthe et Vendée)                                                                                         | 32.082        | 3.757.600            | 117                 | 3.786.545                    | 1.238                   | Christelle Morançais (Les Républicains - LR)         |
| Provansa -Alpe - Azurna obala | FR-PAC                      | 93                          | Provansa - Alpe - Azurna obala | Marseille                                              | 6 (Alpes-de-Haute-Provence, Hautes-Alpes, Alpes-Maritimes, Bouches-du-Rhône, Var et Vaucluse)                                                           | 31.400        | 5.030.890            | 160                 | 5.059.473                    | 946                     | Renaud Muselier (Les Républicains - LR)              |
| Čezmorske regije (5)          | Čezmorske regije (5)        | Čezmorske regije (5)        | Čezmorske regije (5)           | Čezmorske regije (5)                                   | Čezmorske regije (5) | 89.168        | 2.141.724            | 24                  | 2.180.647                    | 129                     |                                                      |
| Gvadelup                      | FR-GP                       | 01                          | Gvadelup                       | Basse-Terre                                            | 1 | 1.628         | 390.253              | 239                 | 382.704                      | 32                      | Ary Chalus                                           |
| Martinik                      | FR-MQ                       | 02                          | Martinik                       | Fort-de-France                                         | 1 | 1.128         | 372.594              | 330                 | 364.354                      | 34                      | Claude Lise                                          |
| Francoska Gvajana             | FR-GF                       | 03                          | Francoska Gvajana              | Cayenne                                                | 1 | 83.534        | 268.700              | 3                   | 296.711                      | 22                      | Rodolphe Alexandre                                   |
| Réunion                       | FR-RE                       | 04                          | Réunion                        | Saint-Denis                                            | 1 | 2.504         | 853.659              | 341                 | 866.506                      | 24                      | Didier Robert (Les Républicains - LR)                |
| Mayotte                       | FR-YT                       | 06                          | Mayotte                        | Dzaoudzi (de jure)                                     | 1 | 374           | 256.518 ·            | 682                 | 270.372                      | 17                      | Soibahadine Ibrahim Ramadani (Les Républicains - LR) |
| Francija skupaj (18)          | Francija skupaj (18)        | Francija skupaj (18)        | Francija skupaj (18)           | Francija skupaj (18)                                   | Francija skupaj (18) | 633.109       | 66.780.857           | 105                 | 66.992.699                   | 34.970                  |                                                      |

Poleg navedenega pa še:
- Štiri čezmorske kolektivnosti (collectivités d'outre-mer ali COM): Saint-Pierre in Miquelon, Saint Barthélemy, Saint Martin ter Wallis in Futuna.
- Ena čezmorska država (pays d'outre-mer ali POM): Francoska Polinezija. Leta 2003 je postala čezmorski kolektiv (ali COM). Njen zakon z dne 27. februarja 2004 ji daje posebno zasnovo čezmorske države znotraj republike (ali POM), vendar brez pravne spremembe statusa.
- Ena sui generis (collectivité sui generis): Nova Kaledonija, katere status je edinstven v Francoski republiki.
- Eno čezmorsko ozemlje (territoire d'outre-mer ali TOM): francoske južne in antarktične dežele, razdeljene na 5 okrožij: Kerguelenski otoki, Crozetski otoki, Île Amsterdam in Île Saint-Paul, Adélie Land in Scattered islands (Banc du Geyser, Bassas da India, Europa, Juan de Nova, Glorioso in Tromelin).
- En nenaseljen otok v Tihem oceanu ob obali Mehike, ki je neposredna javna posest centralne države, upravlja pa ga visoki komisar Francoske republike v Francoski Polineziji: otok Clipperton.

## Podnebje
Francija leži skoraj popolnoma v zmernem podnebnem pasu, le jugovzhod je že podvržen vplivu Sredozemlja. Medtem ko tam vladajo mile deževne zime in sušna vroča poletja, je podnebje v večjem delu Francije odvisno od lege in reliefa. Gledano skupaj je francosko podnebje skoraj povsod relativno milo. Povprečna letna temperatura se giblje med 10 °C (sever, Lorena, Jura, v Alpah tudi manj) in 16 °C (sredozemska obala, na Korziki tudi več). Padavine v Pariški kotlini in delu sredozemske obale ne dosežejo 600 mm, najbolj suh kraj je Colmar v Alzaciji. Drugače se vrednosti v večjem delu gibljejo med 700 in 1000 mm. Na zahodni strani gora so te vrednosti bistveno višje (nad 1500 mm v Alpah, Sevenih, Švicarski Juri, Vogezih). Te padavine se lahko zelo različno porazdelijo. Pod 60 deževnih dni v delti Rone je v občutnem nasprotju z nad 200 deževnimi dnevi v departmaju Orne (Normandija). Obdobje največ sončnih dni si lasti podnebni pas sredozemskega prostora, sledi pa mu atlantska obala. Najmanj sončnih ur dobiva širok pas od Bretanje do severovzhodnih Vogezov, vključno s Parizom.

## Relief
Celinsko Francijo sestavljajo naslednje naravne pokrajine:
- nižavja:
  - Flandrijska ravnina, najzahodnejši del velikega Nemško-poljskega nižavja,
  - Pariška kotlina, ki jo sestavlja bazen Sene kot tudi del bazena Loare,
  - Akvitanski bazen z reko Garono,
  - Rodanski bazen (Rona in Saona);
- hribovja:
  - Armoriški masiv,
  - Ardeni,
  - Maures in Estérel,
  - Centralni masiv,
  - Vogezi;
- gorstva:
  - Jursko pogorje,
  - Alpe,
  - Pireneji;
- Sredozemski otok Korzika je pretežno goratega značaja.

Najnižja točka: delta Rone (−2 m);
Najvišja točka: Mont Blanc (4808 m);

## Raba tal
- Njive: 33.40%
- Trajni nasadi: 1,83%
- Drugo: 64,77% (2007)

Namakana zemljišča: 26.420 km² (2007)
Skupaj obnovljivi vodni viri: 211 km³ (2011)
Sladkovodne umik (domači / industrial / kmetijska): 31,62 km3 / leto (19% / 71% / 10%) (512,1 m³ / leto na prebivalca) (2009)

## Naravni viri
Premog, železova ruda, boksit, cink, uran, antimon, arzen, kalijev klorid, glinenec, fluorit, sadra, les, ribe, zlato.

## Naravne nesreče
Poplave, plazovi, zimska neurja, suša, gozdni požari na jugu blizu Sredozemlja.

## Flora in favna
Odprte travnate pokrajine v pleistocenski ledeni dobi, je postopoma zamenjal gozd, ko so se umaknili ledeniki okoli 10.000 let pred našim štetjem. Umik pragozdov se je začel v času neolitika, vendar so bili še vedno precej obsežni, dokler se glavni umik ni začel v srednjem veku.
Do 15. stoletja je bila Francija že v veliki meri ogoljena, brez svojih gozdov in bila prisiljena uvažati les iz Skandinavije in svojih severnoameriških kolonij. Preostala pomembna gozdnata območja so v regiji Gaskonja in na severu na območju Alzacije, Ardeni. Ardenski gozd je bil v obeh svetovnih vojnah prizorišče obsežnih požarov.
V prazgodovini so v Franciji živele velike plenilske živali, kot so volkovi in rjavi medved, kot tudi rastlinojede živali, kot je los. Večje živali so izginile povsod, razen v Pirenejih, kjer medvedi živijo kot zaščitena vrsta. Manjše živali so kune, divji prašiči, lisice, podlasice, netopirji, glodavci, zajci in različne ptice.
Zgornji osrednji del predstavlja Pariško kotlino, ki je sestavljena iz več plasti sedimentnih kamnin. Tla so plodna, kar je dobro za kmetovanje. Za normandijsko obalo so značilni visoki, apnenčasti klifi, medtem ko je bretanjska obala zelo razčlenjena, kjer so globoke doline utonile v morju. Biskajsko obalo na jugozahodu zaznamujejo ravne, peščene plaže.